# Carte aéronautique
Une carte aéronautique est une carte créée pour assister la navigation des aéronefs, à l'instar des cartes nautiques créées pour les bateaux, ou les cartes routières. 

Ces cartes permettent aux pilotes de déterminer leur position, les obstacles dangereux (montagnes, gratte-ciel), les intersections ou radiobalises (VOR, NDB, TACAN...) et leur fréquence, les procédures de départ et d'arrivée (SID et STAR), les routes aériennes (ENROUTE).

Carte de croisière de l'espace de Baltimore

## Administration
Chaque pays dispose de son propre service de cartographie aérienne. 

Le service cartographique français est le SIA (abréviation de Service de l'Information Aéronautique), filière de la DGAC.

En revanche, des entreprises indexent les cartes des services de cartographie aérienne du monde entier pour les centraliser. On y trouve Jeppesen  ou Navigraph .
Ces organismes sont très utiles notamment pour les vols internationaux car les pilotes n'ont pas besoin de changer de service cartographique entre chaque vol.

## Aéroport
Les aéroports disposent de plusieurs cartes :
- Les cartes de parking : ces cartes donnent chaque emplacement de stationnement de chaque terminal ainsi que leur restriction (taille maximal d'un aéronef)
- Les cartes de mouvements au sol : ces cartes donnent des informations sur les taxiways dont les restrictions de poids et de largeur d'appareil
- Les cartes de pistes : ces cartes donnent des données physiques des pistes comme la largeur, la matière, les restrictions de certaines catégories d'aéronefs ou encore les longueurs (TORA, TODA, ASDA, RESA...)

Ces cartes s'appliquent à tous les aéronefs sur les installations, qu'ils soient IFR (Vol aux instruments) ou VFR (Vol à vue). 

## Procédures IFR
Après le décollage, les appareils IFR doivent continuer à lire certaines cartes. 

Ce sont des cartes réservées au trafic IFR. On en dénombre 4 types :
- Les cartes de départs (SID): ces cartes sont utilisées dès le décollage. Elles décrivent les procédures et les routes entre l'aérodrome et le premier point (ou intersection) d'un plan de vol
- Les cartes de croisière (ENROUTE) : ces cartes sont utilisées dès l'arrivée sur un premier point d'un plan de vol (qui confirme l'arrivée en croisière). Elles décrivent des routes entre chaque intersection d'un plan de vol.
- Les cartes d'arrivées (STAR) : ces cartes sont utilisées dès le début de la descente après le dernier point d'un plan de vol. Elles décrivent les routes entre le dernier point d'un plan de vol et l'IAF (Abréviation de Initial Approach Fix) qui est le point de départ d'une approche jusqu'à l'aéroport d'arrivée
- Les cartes d'approches (IAC) : elles décrivent l'approche entre l'IAF et la piste d'arrivée

## Procédures VFR
Le trafic VFR est très libre et n'a pas de restriction aérienne en particulier. Il leur est dédié qu'une carte d'aéroport :
- Les cartes d'ensemble : ces cartes rassemblent des données telles que les radiobalises, les reliefs et obstacles potentiellement dangereux, les circuits d'aérodrome et une vue d'ensemble sur le terrain.

À noter que ces cartes ne sont pas disponibles dans les services cartographiques internationaux mais uniquement dans les services cartographiques nationaux.

## Autres cartes
Certaines cartes ne sont ni dédiées aux trafics IFR ni aux trafics VFR. On y trouve :
- Les cartes d'environnement : celles ci informent les pilotes de procédures antibruit ou environnementales. Par exemple, les pilotes peuvent être amenés à éviter le survol de certains espaces habités à cause du bruit.
- Les cartes régionales : ces cartes donnent les localisations de zones interdites (P), de zones dangereuses (D) ou de zones réglementées (R).